# Себастьян Шиманський
Себастьян Шиманський (пол. Sebastian Szymański, нар. 10 травня 1999, Біла Підляська) — польський футболіст, півзахисник турецького клубу «Фенербахче». Виступає за збірну Польщі.

## Клубна кар'єра
Народився 10 травня 1999 року в місті Біла Підляська. Вихованець клубу TOP 54 (Бяла-Підляська), де тренувався з 6 років. У березні 2013 року перейшов до варшавської «Легії». У сезоні 2015/16 років зіграв 12 матчів за резервну команду, а також відзначився 1 голом — в переможному (3:1) поєдинку проти «Полонії» (Варшава). Зіграв також в одному матчі Юнацької ліги УЄФА, а також у 3-х матчах Центральної юнацької ліги (Вища ліга чемпіонату Польщі серед юнаків), в якому «Легія» перемогла «Погонь» (Щецин) із загальним рахунком 5:4 (0:2 та 5:2 відповідно, у другому з вище вказаних поєдинків Себастьян відзначився 2-а голами).
У липні 2016 року був переведений до першої команди, в якій дебютував 7 липня 2016 року в програному (1:4) поєдинку Суперкубку Польщі проти познанського «Леха». В Екстраклясі 20 серпня 2016 року в програному (1:3) поєдинку проти «Арки» (Гдиня). У листопаді 2016 року продовжив контракт з клубом до червня 2019 року. Дебютним голом за першу команду варшавського клубу відзначився 3 березня 2017 року в поєдинку проти «Заглембє» (Любін). У сезоні 2016/17 років разом з клубом виграв чемпіонат Польщі, а також став наймолодшим гравцем, який відзначився голом у Екстраклясі того сезону. Зіграв також у 9-и матчах третьої ліги за резервну команду, де відзначився 2 голами (обидва в переможному 3:1 поєдинку проти «Відзева» (Лодзь)), а також у 5-и матчах юнацької Ліги чемпіонів, в яких відзначився 2-а голами — обидва з яких припали на нічийний (3:3) поєдинок проти «Боруссії» (Дортмунд). Наступним голом за першу команду відзначився 19 липня 2017 року в переможному (6:0) поєдинку кваліфікації Ліги чемпіонов проти «Марієгамна», а наступним голом відзначився 21 серпня 2017 року в переможному (2:1) поєдинку проти «Заглембє» (Любін). 21 вересня 2017 року в переможному (4:0) поєдинку Кубку Польщі проти «Руху» (Здзешовіце) відзначився черговим голом. У жовтні 2017 року продовжив контракт з клубом до 2022 року. 28 листопада 2017 року відзначився 2 голами в переможному (4:2) поєдинку кубку Польщі проти «Битовії». 7 квітня 2018 року відзначився голом у переможному (3:0) поєдинку проти «Погоні» (Щецин). У сезоні 2017/18 років разом з «Легією» виграв кубок Польщі. 13 травня 2018 року відзначився черговим голом, цього разу в переможному (2:0) поєдинку проти «Гурника» (Забже).
1 грудня 2018 року відзначився голом у переможному (3:0) поєдинку проти «Корони» (Кельце), відзначившись тим самим своїм першим голом у сезоні 2018/19 років. Станом на 9 березня 2019 року відіграв за команду з Варшави 53 матчі в національному чемпіонаті.

## Виступи за збірні
Виступав у юнацьких та молодіжних збірних Польщі різних вікових категорій.
У футболці збірної U-16 відзначився 1 голом — 6 червня 2015 року в переможному (2:0) поєдинку проти Руиунії. У футболці збірної U-17 виступав у кваліфікації чемпіонату Європи U-17 в Азербайджані, 30 жовтня 2015 року відзначився голом у програному (1:2) поєдинку проти Іспанії. Також відзначився голом 11 лютого 2016 року в переможному (1:0) поєдинку проти Бельгії.
11 серпня 2016 року відзначився голом за збірну U-19 у поєдинку проти збірної префектури Хіросіма. У складі збірної відіграв п'ять матчів кваліфікації чемпіонату Європи U-19 у Грузії.
12 листопада 2016 року відзначився голом за збірну U-18 у поєдинку з Францією (2:0). 
У серпні 2017 року був викликаний до молодіжної збірної Польщі. 1 серпня зіграв у тому матчі, який завершився перемогою Польщі (3:0). 6 жовтня 2017 року зіграв у наступному матчі тієї збірної, проти Фінляндії (3:3). 
У травні 2018 року потрапив до списку з 35-и гравців, викликаних для участі в чемпіонаті світу 2018 року. 
20 листопада 2018 року відзначився голом у переможному (3:1) матчі-відповіді кваліфікації молодіжного чемпіонату Європи проти Португалії, за підсумками якого Польща вийшла до фінальної частини чемпіонату (у першому матчі Португалія здобула перемогу, 1:0). У літнє міжсезоння сезону 2018/19 ним цікавилося московське ЦСКА. На молодіжному рівні зіграв в 11 офіційних матчах, забив 1 гол.
За національну збірну Польщі Себастьян Шиманський дебютував 9 вересня 2019 року у матчі відбору на Євро 2020 проти команди Австрії. Свій перший гол за збірну забив
19 листопада 2019 року у ворота збірної Словенії і поляки перемогли (3:2).

## Статистика виступів

### Клубна
(станом на 21 грудня 2018)
| Клуб                   | Сезон             | Ліга                    | Ліга | Ліга | Кубок Польщі | Кубок Польщі | Єврокубки | Єврокубки | Суперкубок Польщі | Суперкубок Польщі | Загалом | Загалом |
| Клуб                   | Сезон             | Ліга                    | М    | Г    | М            | Г            | М         | Г         | М                 | Г                 | М       | Г       |
| ---------------------- | ----------------- | ----------------------- | ---- | ---- | ------------ | ------------ | --------- | --------- | ----------------- | ----------------- | ------- | ------- |
| «Легія U-19» (Варшава) | 2015/16           | Центральна Ліга Юніорів | 18   | 2    | –            | –            | 1         | 0         | –                 | –                 | 19      | 2       |
| «Легія U-19» (Варшава) | 2016/17           | –                       | –    | –    | –            | –            | 5         | 2         | –                 | –                 | 5       | 2       |
| «Легія U-19» (Варшава) | 2017/18           | –                       | –    | –    | –            | –            | 3         | 0         | –                 | –                 | 3       | 0       |
| «Легія U-19» (Варшава) | Загалом           | Загалом                 | 18   | 2    | –            | –            | 9         | 2         | –                 | –                 | 27      | 4       |
| Легія II (Варшава)     | 2016/17           | III ліга                | 9    | 2    | –            | –            | –         | –         | –                 | –                 | 9       | 2       |
| Легія II (Варшава)     | 2017/18           | III ліга                | 2    | 2    | –            | –            | –         | –         | –                 | –                 | 2       | 2       |
| Легія II (Варшава)     | Загалом           | Загалом                 | 11   | 4    | –            | –            | –         | –         | –                 | –                 | 11      | 4       |
| «Легія» (Варшава)      | 2016/17           | Екстракляса             | 10   | 1    | 0            | 0            | 0         | 0         | 1                 | 0                 | 11      | 1       |
| «Легія» (Варшава)      | 2017/18           | Екстракляса             | 21   | 4    | 6            | 3            | 5         | 1         | 1                 | 0                 | 29      | 7       |
| «Легія» (Варшава)      | 2018/19           | Екстракляса             | 18   | 1    | 3            | 0            | 4         | 0         | 1                 | 0                 | 26      | 1       |
| «Легія» (Варшава)      | Загалом           | Загалом                 | 49   | 6    | 9            | 3            | 9         | 1         | 3                 | 0                 | 66      | 9       |
| Усього за кар'єру      | Усього за кар'єру | Усього за кар'єру       | 78   | 12   | 9            | 3            | 18        | 3         | 3                 | 0                 | 104     | 17      |

## Стиль гри
Лівоногий гравець, має хороше бачення поля, вміло діє у відборі та в грі один на один.

## Особисте життя
Має чотирьох братів та сестер, у родині він наймолодший. Футбольний кумир — Ілкай Гюндоган, улюблений клуб — «Барселона».

## Титули і досягнення
- Екстракляса
  -  Чемпіон (2): 2016/17, 2017/18

- Кубок Польщі
  -  Володар (1): 2017/18

- Молодіжна Екстракляса
  -  Чемпіон (1): 2015/16

- Ередивізі
  -  Чемпіон (1): 2022/23